# Hymenorchis
Hymenorchis là một chi thực vật có hoa trong họ, Orchidaceae.
Hiện nay có 13 loài sau:
H. brassii – H. caulina – H. foliosa – H. glomeroides – H. javanica – H. kaniensis – H. nannodes – H. phitamii – H. saccata – H. serrata – H. serrulata – H. tanii – H. vanoverberghii